# المعتقلون اللبنانيون في السجون السورية
المسجونين اللبنانيين بسوريا (او المفقودين والمخفيين قسرا في السجون السورية) هم مئات، او آلاف (يقدر عددهم 622) اللبنانيين الذين تم اعتقالهم أو اختفوا خلال الحرب الأهلية اللبنانية (1975-1990) وما بعدها، أثناء الاحتلال السوري للبنان الذي استمر حتى عام 2005. تتضمن الاعتقالات أفرادًا من مختلف الاحزاب السياسية، ناشطين وصحفيين. بعد انتهاء الحرب، استمرت قضية المعتقلين في السجون السورية كموضوع للنقاش والجدل في لبنان، حيث تطالب عائلات المعتقلين بالكشف عن مصيرهم وإطلاق سراحهم.
بعد سنوات من الإنكار من قبل النظام السوري لوجود معتقلين لبنانيين في سجونه، تم الإفراج عن بعضهم في مناسبات مختلفة.
في 5 ديسمبر 2024، أعلنت "هيئة تحرير الشام" عن إطلاق سراح حوالي 100 سجين لبناني من سجن حماة، بعد اشتباكات في حلب، مما أثار آمالًا لدى عائلات المعتقلين الذين كانوا يعتقدون أن أبناءهم ما زالوا على قيد الحياة.

## تاريخ
أثناء الحرب الأهلية اللبنانية، دخلت القوات السورية كجزء من قوات الردع العربية الى لبنان، وتدخلت في الشؤون اللبنانية، فتعرض العديد من الأشخاص للاعتقال والنقل إلى السجون السورية بتهم مختلفة مثل التعاون مع إسرائيل، المعارضة للنظام السوري، أو الانتماء لجماعات سياسية معينة. بعد انتهاء الحرب، استمرت الاعتقالات، وخاصة للمعارضين السياسيين، وتم نقل العديد من هؤلاء إلى السجون السورية، مثل سجن تدمر، صيدنايا والمزة، دمشق، حلب، عدرا، حماة، السويداء، حمص، فرع فلسطين.
سنة 1998، أفرجت سوريا عن 121 لبنانيا.
سنة 2000، أفرجت سوريا عن 54 معتقلًا سياسيًا لبنانيًا. ووفقًا للحكومة السورية، فإن هؤلاء هم جميع المعتقلين السياسيين الذين كانوا لديها.
سنة 2009، تم تأسيس جمعية سياسية باسم "جمعية المعتقلين اللبنانيين السياسيين في سوريا" في بيروت برئاسة علي أبو دهن،  هدفها مساعدة المعتقلين في السوريا.
في 5 ديسمبر 2024، أعلنت "هيئة تحرير الشام" عن إطلاق سراح حوالي 100 سجين لبناني من سجن حماة، بعد اشتباكات في حلب، مما أثار آمالًا لدى عائلات المعتقلين الذين كانوا يعتقدون أن أبناءهم ما زالوا على قيد الحياة.

## عدد المعتقلين
يصعب تحديد العدد الدقيق للمعتقلين اللبنانيين في السجون السورية، حيث تختلف التقديرات، ولكن تشير الأهالي والجمعيات واللجان الأهلية والمنظمات الحقوقية إلى وجود المئات الذين اختفوا قسرًا، ويقدر عددهم 622. السلطات السورية تنفي وجود أي معتقلين لبنانيين في سجونها اليوم، ولكن هذه التصريحات تواجه تشكيكًا من عائلات المعتقلين والمنظمات الحقوقية.

## الجهود

#### الجهود المحلية
- تأسست منظمات مثل "لجنة أهالي المعتقلين في السجون السورية" (سوليد) سنة 2000 برآسة غازي عاد[4]، لتمثيل العائلات والمطالبة بالكشف عن مصير ذويهم.
- يتم تنظيم اعتصامات ووقفات احتجاجية أمام السفارات والمؤسسات الحكومية اللبنانية.[23]

#### الجهود الحكومية
- أثيرت القضية في المحادثات اللبنانية-السورية على فترات متقطعة، لكن لم تحقق نتائج حاسمة[15].
- غياب ضغط حكومي قوي أدى إلى استمرار المماطلة في حل الملف.[5]

#### الجهود الدولية
منظمات مثل العفو الدولية وهيومن رايتس ووتش تناولت القضية وتسعى للضغط على الحكومتين اللبنانية والسورية للتحقيق في حالات الاختفاء القسري.

## التحديات
- التوترات السياسية بين لبنان وسوريا.
- نقص الأدلة الموثقة بسبب الطبيعة السرية للاعتقالات.
- التجاهل الإقليمي والدولي لهذه القضية.

## انظر ايضا
بطرس خوند: عضو في الكتائب اللبنانية الذي اختُطف عام 1992 في بيروت وما زال مصيره حتى اليوم غير معروف.

## كتب
كتاب "عائد من جهنم"، لأبو دهن، العائد من السجون السورية.